# هجمات شبه جزيرة القرم (2022)
الهجمات على شبه جزيرة القرم 2022 هي سلسلة من الهجمات الجوية والصاروخية التي شنّتها القوات المسلحة الأوكرانية على شبه جزيرة القرم التي شنَّ منها الجيش الروسي هجومًا على جنوب أوكرانيا أثناء غزوه لأوكرانيا واحتلال ولايتي خيرسون و‌زاباروجيا وبدأ حصار ماريوبول الذي استمرَّ ثلاثة أشهر. تلقت القوات الأوكرانية منظومات صواريخ إم هيمارس الأمريكية خلال الصيف، ثمّ بدأت تنفيذَ ضرباتها الجوية بالمدفعية والصواريخ والطائرات بدون طيار على شبه الجزيرة منذُ التاسع من آب/أغسطس تزامنًا مع هجومٍ على نوفوفيدوريفكا.

## الخطّ الزمني
هاجمت طائرة مسيّرة تحمل عبوة ناسفة في صباح يوم الـ 31 من تموز/يوليو مقر أسطول البحر الأسود في سيفاستوبول ما أسفرَ عن إصابة 6 أشخاص، وبسببِ الهجوم على المدينة أُلغيت جميع الاحتفالات بمناسبة يوم البحريّة. نفى المسؤولون الأوكرانيون كالعادة تورطهم في الهجوم، لكنهم استخدموه للجدال والنقاش حول ضعف نظام الدفاع الجوي الروسي في شبه جزيرة القرم.
وقعت سلسلةٌ من الانفجارات الكبيرة في قاعدة ساكي الجويّة في مدينة نوفوفيدوريفكا في القرم في 9 آب/أغسطس 2022 أثناء أحداث ومعارك الغزو الروسي لأوكرانيا، وكانت القاعدة العسكرية قد استولت عليها القوات الروسية خلال عملية ضمّ شبه جزيرة القرم عام 2014، والتي هي جزءٌ من الحرب الروسية الأوكرانية.
سُمعَت في 16 آب/أغسطس سلسلةٌ من الانفجارات في مطار غفارديجسكوي العسكري، حيث كانت السلطات العسكرية والمدنية تختبر نسخة من هجوم جوي بطائرة مسيرة. زُعمَ في اليوم نفسه أن القوات المسلحة الأوكرانية نفذت سلسلة من «أعمال التخريب» في منطقة دزهانكوي في مستودع عسكري بالقربِ من قرية ماجسكوي وفي محطة فرعية في جانكوي نفسها، وأعلنت القوات المسلحة الأوكرانية أن أهداف الهجوم في منطقة محطة سكة حديد آزوف كانت 11 مركبة قتالية، و10 مدافع ذاتية الدفع عيار فوزديكا، و7 مدافع ذاتية الحركة عيار هاوتزر 152 مم، ومدفعان من طراز بيون ذاتي الدفع، و 3مدافع ذاتية الدفع من طراز بيون غراد ومستودع ذخيرة، كما تضررت سكة الحديد في الهجوم.
سُمعَت في الأول من تشرين الأول/أكتوبر انفجاراتٌ في مطار بلبيك العسكري بالقربِ من مدينة سيفاستوبول، وقال حاكم المدينة ميخائيل رازفوجاييف إنّ طائرة انحرفت عن المدرج أثناء الهبوط واشتعلت فيها النيران. أسبوعٌ بعد ذلك وتحديدًا في الثامن من تشرين الأول/أكتوبر، وقع انفجارٌ كبيرٌ على جسر القرم، وتصاعدت أعمدة الدخان من مكان التفجير ثم امتدَّت ألسنة اللهب لعددٍ من الشاحنات التي كانت في عينِ المكان ما تسبَّبَ في انهيارِ جزء من الجسر في البحر.

### 2022

#### يوليو
في صباح 31 يوليو، هاجم طائرة بدون طيار تحمل جهازًا متفجرًا مقر أسطول البحر الأسود في سيفاستوبول. وأصيب 6 أشخاص. وبسبب الهجوم على المدينة، ألغيت جميع الاحتفالات بمناسبة يوم البحرية. ونفى المسؤولون الأوكرانيون تورطهم في الهجوم، لكنهم أشاروا إلى ضعف نظام الدفاع الجوي الروسي في القرم.

#### أغسطس
في 9 أغسطس، وقعت سلسلة من الانفجارات الكبيرة في قاعدة ساكي الجوية في مدينة نوفوفيدوريفكا، القرم. وأفادت التقارير أن شخصًا واحدًا قتل وأصيب 13 آخرون. ودمرت 7 طائرات وأصيبت 3 أخرى بأضرار، وفقًا لصور الأقمار الصناعية. وقد استولت القوات الروسية على القاعدة العسكرية خلال ضم القرم عام 2014. وفي البداية، نفت أوكرانيا أي مسؤولية عن الانفجارات، حيث قال مساعد الرئيس الأوكراني، ميخايلو بودولياك: "بالطبع لا. ماذا علاقتنا نحن بذلك؟". وفي وقت لاحق، ادعى قائد القوات المسلحة الأوكرانية، فاليري زالوجني، أن الأمر كان هجومًا صاروخيًا أوكرانيًا.
في 16-17 أغسطس، زُعم أن القوات المسلحة الأوكرانية نفذت سلسلة من أعمال التخريب في منطقة جانكوي في مستودع للذخيرة بالقرب من قرية مايكوي وفي محطة فرعية للكهرباء في جانكوي نفسها. وأصيب شخصان. ووفقًا لعمدة ميليتوبول، إيفان فيدوروف، بدأت السلطات المحتلة في القرم عملية إجلاء عقب الانفجارات. وأفادت التقارير عن إجلاء حوالي 2000 شخص. وأعلن سيرجي أكسيونوف، أحد رؤساء السلطات الروسية في القرم، عن احتواء منطقة يبلغ نصف قطرها 5 كيلومترات من مركز الانفجار وإجلاء السكان من هذه المنطقة.
في صباح يوم 21 أغسطس، سُمعت انفجارات في سيفاستوبول، وزعمت السلطات القرمية أنها ناجمة عن عمل دفاعي جوي. وفي اليوم التالي، دوّت انفجارات مرة أخرى في المدينة، وأعلنت سلطات الاحتلال عن إسقاط طائرة مسيرة. وفي 23 أغسطس، سُمعت عدة انفجارات، وانطلق نظام الصواريخ المضادة للطائرات بالقرب من المدينة أيضًا، وقال حاكم سيفاستوبول، ميخائيل رازفوجاييف، أنه جرى إسقاط طائرة مسيرة فوق البحر. وفي 26 أغسطس، فُعِّل نظام الدفاع الجوي في قرية نوفوزيرني بالقرب من ييفباتوريا.

#### سبتمبر
في 7 سبتمبر، دوّت عدة انفجارات في ييفباتوريا. وأعلنت سلطات الاحتلال الروسية في المنطقة عن تفعيل الدفاع الجوي وتدمير عدة طائرات مسيرة.
في 21 سبتمبر، اكتشفت طائرة مسيرة بحرية على شاطئ سولداتسكي في خليج كوزاتشا، سيفاستوبول. جرى فحصها، ثم سحبها إلى البحر وتفجيرها.
في 26 سبتمبر، وقعت سلسلة من الانفجارات في يالطا، وغورزوف، وسيمفيروبول، وزُعم أن أنظمة الدفاع الجوي انطلقت خلال الانفجارات.

#### أكتوبر
في 1 أكتوبر، وقعت انفجارات في مطار بيلبيك العسكري بالقرب من سيفاستوبول، وزُعم أن نظام الدفاع الجوي أسقط طائرة مسيرة في المنطقة. وفي حوالي الساعة 6:00 صباحًا من يوم 8 أكتوبر، وقع انفجار على جسر القرم. وتسبب في انهيار ممرين من ممرات الطريق، واشتعال النيران في خزانات على متن قطار على الجسر الحديدي. وفي وقت لاحق من اليوم، فُتح ممر واحد للمركبات ذات المحركات مع اتجاهات متناوبة، ووُفِّرت عبّارة للشاحنات الثقيلة. كما استؤنفت حركة القطارات. وادعى بوتين أن الهجوم على الجسر كان السبب في قصف أوكرانيا في أكتوبر 2022. وفي 27 أكتوبر، أفادت التقارير بوقوع هجوم على محطة للطاقة في بالاكلافا، منطقة سيفاستوبول، مما تسبب في أضرار طفيفة، ولم يُبلغ عن أي إصابات.

##### هجوم بطائرة مسيرة على سيفاستوبول
في 29 أكتوبر، تعرضت قاعدة سيفاستوبول البحرية، التي تحتلها روسيا، لهجوم من قبل مسيرات بحرية وطائرات مسيرة جوية بدون طيار. ووفقًا لوكالة تاس الروسية، في الساعة 4:20 صباحًا من يوم 29 أكتوبر، سُمع دوي انفجار قوي، تلته عدة "تصفيقات" أخرى. وبدأت مقاطع الفيديو في التداول على قنوات تيليجرام، تظهر دخانًا أسود فوق سيفاستوبول، وسُمعت أصوات انفجارات. وشارك تسعة طائرات بدون طيار وسبع مركبات سطحية بدون طيار في الهجوم، وفقًا لمسؤولين روس. ويعتقد محللو GeoConfirmed أن ما بين ست إلى ثماني طائرات مسيرة شاركت في الهجوم على السفن الروسية وأنها أصابت ثلاث سفن على الأقل؛ ومن المرجح أن طائرتين مسيرتين بحريتين دُمرتا. وكانت إحدى السفن التي بدت متضررة في مقاطع الفيديو هي الأدميرال ماكاروف، وهي السفينة الرئيسية الجديدة لأسطول البحر الأسود الروسي، بعد غرق السفينة موسكفا.
في أعقاب الهجمات، أوقفت السلطات الروسية البث من كاميرات المراقبة في المدينة، قائلة إنها "تعطي العدو فرصة لرصد أنظمة الدفاع في المدينة"، وحظرت دخول القوارب إلى خليج سيفاستوبول. واتهمت روسيا أوكرانيا والمملكة المتحدة بالتورط في التحضير للهجمات، حيث قال ممثلون روسيون إن الهجوم "نفذه متخصصون بريطانيون موجودون في مدينة أوشاكيف (منطقة ميكولايف) في أوكرانيا"، وزعمت السلطات الروسية أيضًا أن نفس الوحدة من "المتخصصين البريطانيين" كانت متورطة في "العمل الإرهابي في بحر البلطيق"، عندما فُجّرت خطوط الأنابيب "نورد ستريم" و"نورد ستريم 2". وردت وزارة الدفاع البريطانية بالقول إن روسيا "تروج الأكاذيب على نطاق ملحمي". وبعد الهجوم، علقت روسيا مشاركتها في مبادرة الحبوب في البحر الأسود لمدة أربعة أيام. واستمرت سفن الحبوب في الإبحار من أوكرانيا على الرغم من الإعلان الروسي. وقبل هذه الأحداث، حذرت أوكرانيا من الخطط الروسية المحتملة للانسحاب من الاتفاقية.

#### نوفمبر
في 22 نوفمبر، أفادت التقارير بوقوع عدة انفجارات في سيفاستوبول، وأفاد شهود عيان بتفعيل أنظمة الدفاع الجوي، مما أدى إلى توقف حركة الملاحة البحرية. وفي وقت لاحق، أفاد المسؤولون المحليون عن تدمير طائرتين مسيرتين خلال الهجوم المزعوم، وأنه صد هجوم آخر فوق البحر الأسود، ولم يبلّغ عن أي إصابات أو أضرار كبيرة.

#### ديسمبر
في 10 ديسمبر، أفادت التقارير بوقوع انفجارات في سيفاستوبول، وزُعم عن تفعيل أنظمة الدفاع الجوي. وفي 30 ديسمبر، أفادت التقارير مرة أخرى بوقوع انفجارات في سيفاستوبول، وزُعم أن أنظمة الدفاع الجوي والطائرات الروسية اعترضت صاروخًا فوق البحر.

### 2023

#### يناير
في 2 يناير، أفادت التقارير بوقوع انفجارات في سيفاستوبول، أدت إلى تفعيل أنظمة الدفاع الجوي، وتدمير طائرتين مسيرتين فوق البحر، وفقًا للسلطات الروسية. وفي 3 يناير، أفادت التقارير مرة أخرى بوقوع انفجارات في جانكوي، وزُعم أن أنظمة الدفاع الجوي جرى تفعيلها، وأفاد شهود عيان أيضًا بتدمير نوع من "الهدف". وفي 15 يناير، أفادت التقارير بوقوع مزيد من الانفجارات في سيفاستوبول، وتفعيل أنظمة الدفاع الجوي حيث زُعم أنها دمرت طائرة مسيرة واحدة فوق خليج سيفاستوبول، وفقًا للسلطات المحلية.

#### فبراير
في 3 فبراير 2023، أعلنت الحكومة الأمريكية عن حزمة مساعدات لأوكرانيا تتضمن القنبلة الصغيرة الموجهة أرض-أرض (GLSDB)، والتي يمكن إطلاقها من قاذفات HIMARS أو MLRS الموجودة حاليًا في أوكرانيا (أو من قاذفتها الخاصة) لاستهداف المواقع الروسية التي نقلت خارج نطاق قذائف GMLRS. وتكاد القنبلة GLSDB تضاعف المدى الذي كانت أوكرانيا تستهدفه سابقًا بهذه القاذفات (150 كم مقابل 85 كم مع GMLRS). ووفقًا لوكالة رويترز، "سيضع ذلك جميع خطوط الإمداد الروسية في شرق [أوكرانيا] في مرمى النيران، وكذلك جزء من شبه جزيرة القرم التي تحتلها روسيا". وقال المحلل العسكري الأوكراني أوليكساندر موسيينكو: "روسيا تستخدم القرم كقاعدة عسكرية ضخمة ترسل منها التعزيزات لقواتها على الجبهة الجنوبية". وأضاف "لو كان لدينا ذخيرة يبلغ مداها 150 كم، لاستطعنا الوصول إلى ذلك وتعطيل الاتصال اللوجستي مع القرم". وقد جرى التكهن بأن القنبلة GLSDB قد تسمح لأوكرانيا باستهداف قاعدة جانكوي الجوية في شمال القرم، والتي يُنظر إليها على أنها مركز اللوجستيات للجيش الروسي. وتعد جانكوي مركزًا حيويًا للسكك الحديدية والطرق في شبكة الإمداد التي تستخدمها روسيا في هجومها على أوكرانيا، وقد وصفت هي والمناطق المحيطة بها بأنها أكبر قاعدة عسكرية روسية في القرم. وتحتل أوكرانيا الأراضي الواقعة عبر نهر دنيبرو من نوفا كاخوفكا (قرب بداية قناة شمال القرم). وتبلغ المسافة بين نوفا كاخوفكا وجانكوي 141 كم. كما قُدر أنه إذا تمكنت أوكرانيا من التقدم إلى بريمورسك على ساحلها الجنوبي، فسوف يضع ذلك جسر القرم فوق مضيق كيرتش في مرمى القنبلة GLSDB. ويشكل هذا الجسر طريق الإمداد الرئيسي للقواعد العسكرية الروسية في القرم وللقوات الروسية في جنوب أوكرانيا.

#### مارس
سُمعت انفجارات في منطقة سيمفيروبول المحتلة في 4 مارس، وأفادت التقارير بإسقاط طائرة مسيرة فوق قرية هفارديسك، ولم يكن هناك تأكيد رسمي للتقارير من قبل السلطات المحلية.
وقالت وزارة الدفاع الأوكرانية في 20 مارس إن صواريخ كاليبر-كي إن" الروسية التي كانت تنقلها قطارات في جانكوي دُمرت في ضربة صاروخية في القرم التي تحتلها روسيا، وألحقت الضربة أيضًا أضرارًا بالغة بشبكة السكك الحديدية في المنطقة. وأكد سيرجي أكسيونوف، الذي نصبته روسيا رئيسًا للقرم، وقوع الضربة وتفعيل نظام الدفاع الجوي في المنطقة. وزعم أوليج كروتشكوف، مستشار أكسيونوف، أن الهجوم بطائرة مسيرة كان يستهدف أهدافًا مدنية. وأعلنت السلطات المحلية حالة الطوارئ بعد الهجوم.
في 22 مارس، أفادت التقارير بوقوع انفجارات خلال الليل في خليج سيفاستوبول، وزُعم أن الكهرباء انقطعت نتيجة لهذه الانفجارات، وأفاد المدنيون بسماع عدة "طلقات" وانفجارات فوق الخليج خلال الليل والصباح، وزُعم أن هذه الأصوات العالية كانت نتيجة هجوم بطائرة مسيرة، وأفادت القنوات المحلية على تيليجرام باحتمال وقوع هجوم بطائرات مسيرة برية وبحرية، مع إسقاط طائرة مسيرة واحدة؛ وتوقفت حركة الملاحة البحرية بعد الهجوم المزعوم.

#### أبريل
أظهرت الصور الملتقطة بالأقمار الصناعية في 25 أبريل 2023 لقاعدة عسكرية روسية في ميدفيديفكا، منطقة جانكوي، أن المركبات المدرعة والمدفعية الموجودة في هذه المنطقة في أكتوبر 2022 ويناير 2023 لم تعد موجودة. ويفترض الخبراء أن ذلك قد يكون مرتبطًا بالعمليات الدفاعية استعدادًا لهجوم أوكراني مضاد متوقع.
من المحتمل أن تكون القوات الأوكرانية قد هاجمت منشأة لتخزين النفط في خليج كوزاتشا، سيفاستوبول في 29 أبريل. وقال ميخائيل رازفوزهاييف، حاكم سيفاستوبول الذي عينته روسيا، إن الحريق الناتج امتد على مساحة تزيد عن 1000 متر مربع. وأظهرت اللقطات المصورة حريقًا كبيرًا في منشأة التخزين. وحذر الجيش الأوكراني من أن هذا كان مقدمة لهجوم الربيع الذي طال انتظاره.

#### مايو
في 11 مايو 2023، أعلن عن إرسال المملكة المتحدة "عددًا" من صواريخ ستورم شادو الجوالة إلى أوكرانيا. ويبلغ المدى الرسمي لهذا السلاح "أكثر من" 250 كم. وفي حين أن هذا المدى أقل من مدى صواريخ ATACMS الأمريكية الصنع التي يبلغ مداها 300 كم، إلا أنه سيسمح لصاروخ ستورم شادو الذي تطلقه أوكرانيا من طائرة تحلق فوق مدينة خيرسون بالوصول إلى قاعدة سيفاستوبول البحرية الروسية في جنوب القرم، والتي تضم أسطول البحر الأسود الروسي (تبعد 245 كم).

#### يونيو
في 22 يونيو 2023، تسبب صاروخ أوكراني في إلحاق أضرار بجسر تشونجار، وهو جسر بري مهم يربط القرم بالبر الرئيسي الأوكراني.

#### يوليو
في 17 يوليو 2023، تعرض جسر القرم الذي يربط القرم بروسيا لهجوم مرة أخرى، وهذه المرة من قبل طائرتين مسيرتين متفجرتين. وانهار قسم واحد على الأقل من أقسام الطريق. وأفادت التقارير بمقتل شخصين. وفي وقت لاحق، اعترفت أوكرانيا بتنفيذها الهجوم.
وبعد يومين، وقع حريق وانفجارات عديدة في مستودع ذخيرة روسي بالقرب من ستاري كريم، مما أجبر على إجلاء أربع قرى وإغلاق طريق تافrida السريع القريب. وكانت هناك تقارير غير مؤكدة تفيد بأن ذلك نتج عن ضربات أوكرانية. وفي 22 يوليو، تعرض مستودع ذخيرة روسي آخر لهجوم بطائرات مسيرة في منطقة كراسنوهفارديسكي، مما أجبر على إجلاء السكان في دائرة نصف قطرها خمسة كيلومترات.
وفي 28 يوليو، أعلنت وكالة الاستخبارات الأوكرانية أن المخربين فجروا مستودع ذخيرة في خليج كوزاتشا، مقر اللواء 810 للإنزال البحري الروسي.

#### أغسطس
ألحقت طائرة مسيرة أوكرانية متفجرة أضرارًا بالغة بالناقلة الروسية سيغ في مضيق كيرتش في 5 أغسطس. وفي 5 أغسطس 2023، أفيد بأن الناقلة كانت هدفًا لهجوم بطائرة مسيرة بحرية شنه الجيش الأوكراني في البحر الأسود على بعد 17 كيلومترًا جنوب جسر القرم، مما أدى إلى إلحاق أضرار بغرفة المحركات على الجانب الأيمن.
وفي 23 أغسطس، دمر الجيش الأوكراني نظام صواريخ إس-400 روسي في رأس تاركهانكوت، القرم. استخدم صاروخ نبتون R-360 معدل في الضربة. وأفادت التقارير بأن العديد من أفراد الجيش الروسي قتلوا.
وفي 24 أغسطس، يوم استقلال أوكرانيا، أعلنت وكالة الاستخبارات العسكرية الأوكرانية أن المخابرات الجوية والبحرية شاركت في عملية خاصة بالقرب من بلدتي ماياك وأولينيفكا في شبه جزيرة تاركهانكوت، والتي شهدت إنزالاً بحريًا وإنزالاً جويًا للأفراد الأوكرانيين في القرم. وأعلنت وكالة الاستخبارات العسكرية الأوكرانية عن إنجاز جميع أهداف العملية، وتكبدت القوات الروسية خسائر، وأن العلم الأوكراني يرفرف مرة أخرى فوق شبه جزيرة القرم.
وفي اليوم التالي، شن الجيش الأوكراني، بالتعاون مع جهاز الأمن الأوكراني، ضربة بطائرة مسيرة على اللواء 126 للدفاع الساحلي التابع لأسطول البحر الأسود الروسي في بيريفالني، مما تسبب في وقوع "عشرات" الإصابات.

#### سبتمبر
قالت الاستخبارات العسكرية الأوكرانية في 11 سبتمبر إن القوات الخاصة الأوكرانية استولت على عدة منصات لحفر النفط والغاز قبالة الساحل الغربي لشبه جزيرة القرم، كانت روسيا قد احتلتها وحصنتها منذ عام 2015. ومن بين المنشآت التي المسترجعة أبراج بويكو ومنصتَي "تافريدا" و"سيفاش" المتحركتين. ووفقًا لمصادر أوكرانية، حاولت طائرة مقاتلة روسية من طراز سو-30 إغراق زوارق الهجوم الأوكرانية، لكنها أصيبت بصاروخ محمول على الكتف، مما أجبرها على الانسحاب. كما استولى الجيش الأوكراني على ذخيرة ونظام رادار من المنصات.
في 13 سبتمبر، تسبب هجوم أوكراني على قاعدة سيفاستوبول البحرية الروسية في إلحاق أضرار بسفينتين حربيتين روسيتين. ووفقًا لعدد من المصادر، نُفِّذ الهجوم باستخدام صواريخ كروز من طراز ستورم شادو، والتي صممت لاختراق أهدافها وإحداث أقصى قدر من الأضرار في عملية من مرحلتين. وخلص الخبراء من خلال الصور الفوتوغرافية إلى أن السفينة "مينسك"، وهي سفينة إنزال كبيرة من فئة روبوتشا، تعرضت لأضرار بالغة ولا يمكن إصلاحها. كما تعرضت غواصة روستوف-أون-دون لأضرار، وهي غواصة من فئة كيلو بقيمة 300 مليون دولار.

##### ما بعد هجوم الصواريخ الأوكرانية على مقر أسطول البحر الأسود الروسي
في 22 سبتمبر، شنت أوكرانيا هجومًا صاروخيًا على مقر أسطول البحر الأسود الروسي في قاعدة سيفاستوبول البحرية. وأفادت التقارير أن المبنى تعرض للضرب بواسطة صواريخ كروز من طراز ستورم شادو. وأفادت وكالات الاستخبارات الأوكرانية أن الهجوم، الذي أطلقت عليه اسم "عملية فخ السرطان"، أسفر عن مقتل 34 ضابطًا وإصابة ما لا يقل عن 100 جندي روسي آخر. وبعد ثلاثة أيام، أعلنت السلطات الروسية أنها ستهدم مقر أسطول البحر الأسود الذي تعرض لأضرار.

#### أكتوبر
في 7 أكتوبر، أفادت التقارير بوقوع ضربات صاروخية في جانكوي، وييفباتوريا، وكراسنوبيريكوبسك.
وفي 30 أكتوبر، زعمت أوكرانيا أنها دمرت أنظمة الدفاع الجوي الروسية في هجوم صاروخي على القرم. وقال المدونون العسكريون الروس إن صاروخين سقطا بالقرب من أولينيفكا. ويُعتقد أن الهجوم استهدف بطارية صواريخ إس-300، وأسفر عن إصابة حوالي 17 جنديًا روسيًا.

#### نوفمبر
في 4 نوفمبر، شنت أوكرانيا هجومًا صاروخيًا على حوض بناء السفن زاليف في كيرتش، القرم، مما أدى إلى إصابة حوض جاف وإلحاق أضرار بالسفينة الحربية الروسية الحاملة للصواريخ الموجهة أسكولد.
وفي 10 نوفمبر، قالت الاستخبارات العسكرية الأوكرانية إن سفينة إنزال واحدة من فئة سيرنا وسفينة واحدة من فئة أونداترا أُغرقت بواسطة طائرات مسيرة بحرية في خليج فوزكا، القرم.

#### ديسمبر
زعمت روسيا أنها أسقطت 35 طائرة مسيرة أوكرانية فوق القرم في 5 ديسمبر. وأفادت وسائل الإعلام الأوكرانية أن محطة نفط في فيودوسيا، ونظام رادار نيبو-إم بالقرب من باهيروف، بالإضافة إلى ساحة طائرات هليكوبتر عسكرية روسية، ومجمع رادار، ونظام تحكم في صواريخ الدفاع الجوي، تعرضت جميعها لأضرار في الهجمات.
وفي 29 ديسمبر، أصيبت كورفيت روسية من فئة تارانتول بضربة طائرة مسيرة أوكرانية أثناء وجودها في ميناء سيفاستوبول. وفي 20 يناير 2024، أكدت الصور الملتقطة بالأقمار الصناعية غرقها.

### 2024

#### يناير
في 4 يناير 2024، قالت أوكرانيا إنها أصابت هدفين عسكريين روسيين في القرم.
وفي 6 يناير، قالت القوات الجوية الأوكرانية إنها دمرت مركز قيادة روسي في قاعدة ساكي الجوية.
وفي 31 يناير، أعلنت القوات الجوية الأوكرانية أنها شنت هجومًا صاروخيًا على قاعدة بلبيك الجوية، مما أدى إلى إلحاق أضرار بثلاث طائرات عسكرية روسية.

#### فبراير
في 1 فبراير، قامت طائرات مسيرة بحرية أوكرانية بإغراق كورفيت الصواريخ الروسية إيفانوفيتس في خليج دونوزلاف، على الساحل الغربي لشبه جزيرة القرم.

#### مارس
في 5 مارس، أغرقت سفينة الدوريات الروسية سيرجي كوتوف، مع طائرة هليكوبتر على متنها، بواسطة طائرات مسيرة بحرية أوكرانية بالقرب من مضيق كيرتش. وقالت وكالة الاستخبارات العسكرية الأوكرانية إن سبعة من أفراد الطاقم الروسي قتلوا. وأغلق جسر القرم أمام حركة المرور بسبب الطائرات المسيرة الأوكرانية التي تهاجم كيرتش.
وشن الجيش الأوكراني هجومًا "كبيرًا" بالصواريخ على قاعدة سيفاستوبول البحرية في 23 مارس. وضرب مركز اتصالات أسطول البحر الأسود بثلاثة صواريخ من طراز ستورم شادو. وقال الجيش الأوكراني إن الضربات ألحقت أضرارًا بثلاث سفن إنزال روسية: يامال، وأزوف، وكونستانتين أولشانسكي. كما أفادت التقارير بأن سفينة التجسس إيفان خورس تعرضت لأضرار.

#### مايو
في الساعات الأولى من يوم 15 مايو، شنت أوكرانيا هجومًا صاروخيًا على قاعدة بلبيك الجوية، مما أدى إلى تدمير طائرتين مقاتلتين من طراز ميغ-31 على الأرض، واشتعال حريق في مستودع للوقود ومواد التشحيم يخدم القاعدة الجوية، وإصابة 11 جنديًا. ثم دمرت ضربة لاحقة عنصر الإطلاق لنظام دفاع جوي من طراز إس-400 بالقرب من قرية فيشنيف (على بعد حوالي 70 كم من بلبيك) مما أسفر عن مقتل جنديين روسيين. وقال ميخائيل رازفوجاييف، الحاكم الذي عينته روسيا في سيفاستوبول، إن صواريخ ATACMS الأمريكية الصنع استخدمت في الضربة لكن جميع الصواريخ اعترضت بنجاح من قبل الدفاعات الجوية الروسية.

#### يونيو
في 23 يونيو، شنت أوكرانيا قصفًا صاروخيًا باستخدام صواريخ أتاكمز باتجاه سيفاستوبول. وسقطت شظايا الصواريخ على شاطئ، مما أسفر عن مقتل 4 أشخاص وإصابة 151 آخرين. وحملت روسيا الولايات المتحدة المسؤولية وتعهدت بالرد.